# Megaösophagus

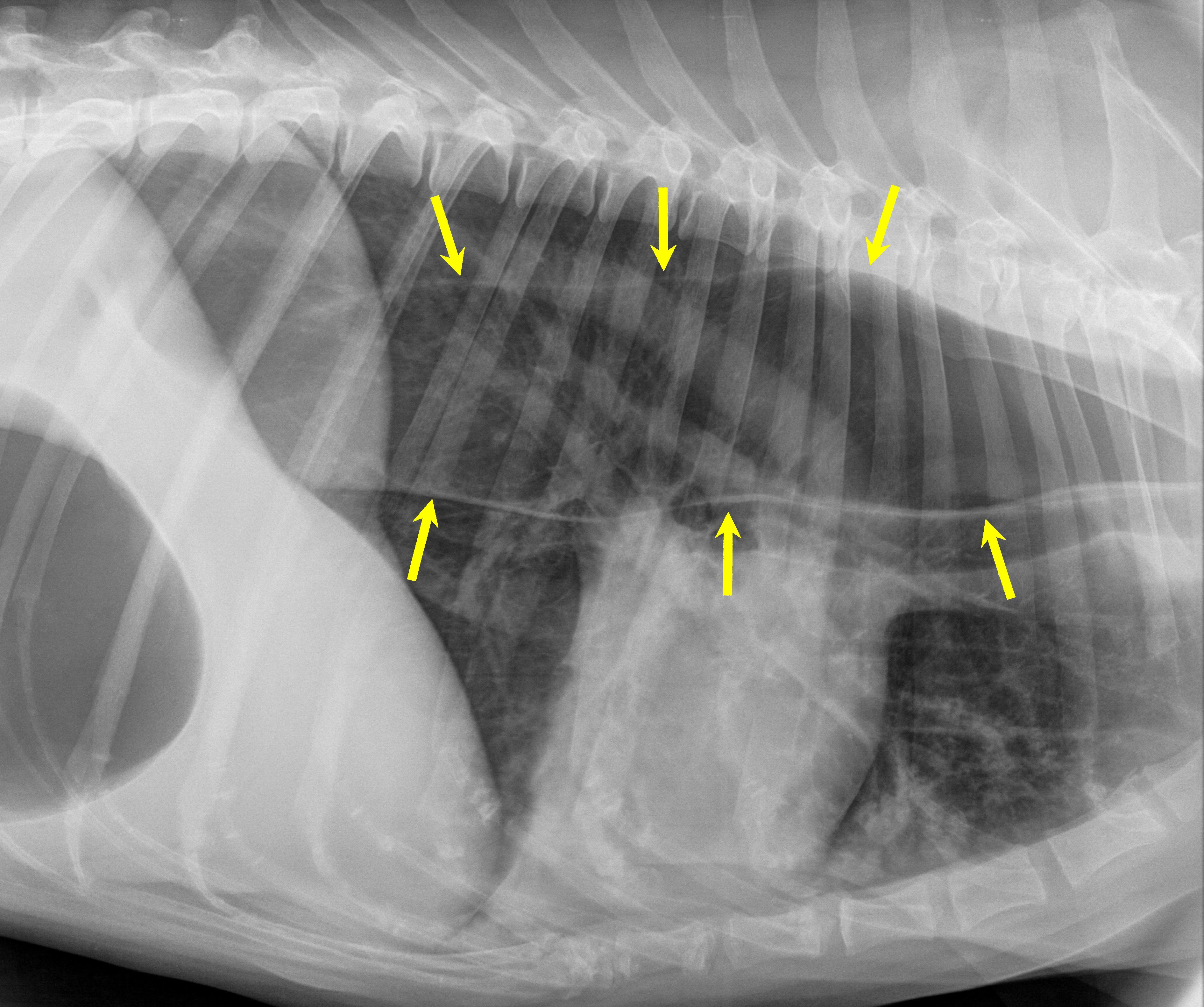
Röntgenbild eines Megaösophagus (Pfeile) bei einem Irish Setter. Der Kopf befindet sich rechts.

Der Megaösophagus (von griechisch μέγας mégas, deutsch ‚groß‘, und οἰσοφάγος oisophágos, deutsch ‚Speiseröhre‘) ist eine Erkrankung der Speiseröhre, die bei verschiedenen Haustierarten vorkommt und entweder erblich bedingt oder als Folge einer anderen Erkrankung auftreten kann. Ein Megaösophagus kann in jedem Alter auftreten. Am häufigsten betroffen ist der Hund. Die Erkrankung ist jedoch auch bei Katzen, Rindern und Schafen beschrieben. In der Humanpathologie wird der Begriff in Zusammenhang mit der Ösophagusachalasie, insbesondere in ihrer sekundären Form durch Infektion mit Trypanosoma cruzi bei der Chagas-Krankheit, gebraucht.

## Pathophysiologie

### Angeborener Megaösophagus
Ein angeborener Megaösophagus beruht auf einer mechanischen oder funktionellen Störung in der Durchgängigkeit der Speiseröhre, entweder als Folge einer bestehenden Einschnürung (Striktur) oder eines neuromuskulären Problems. Dies führt dazu, dass die aufgenommene Nahrung nicht wie üblich durch die normale Peristaltik in den Magen gelangt, sondern in der Speiseröhre verbleibt. Durch mangelnden Muskeltonus und/oder den Druck des Inhalts der Speiseröhre auf die Speiseröhrenwand kommt es mit der Zeit zu einer Ausweitung (Dilatation) des Organs, was wiederum die Peristaltik und damit die Funktionalität immer weiter einschränkt (Teufelskreis).

### Persistierender rechter Aortenbogen
Der persistierende rechte Aortenbogen ist ein Sonderfall der angeborenen Striktur, welcher symptomatisch der Arteria lusoria beim Menschen ähnelt. In der Embryonalentwicklung entwickelt sich die Aorta nicht wie üblich aus der linken, sondern aus der rechten vierten Kiemenbogenarterie. Das führt dazu, dass die Speiseröhre zwischen Aorta, Truncus pulmonalis und Ligamentum arteriosum eingeklemmt wird, wodurch es zu einer mechanischen Verengung der Speiseröhre kommt, welche wiederum mechanisch zu einer Dilatation führt, sobald die betroffenen Welpen entwöhnt werden und das Festfutter die Engstelle nicht passieren kann.

### Erworbener Megaösophagus
Ein erworbener Megaösophagus kann als Folge einer Raumforderung eintreten (z. B. durch Tumoren oder Abszesse), welche auf die Speiseröhre drückt, durch eine erworbene Striktur beispielsweise als Folge einer Vernarbung entstehen oder auch eine Folge einer erworbenen neurologischen oder muskulären Störung (Polymyositis, Polymyopathie) sein. Beim Hund entsteht er am häufigsten idiopathisch, also ohne erkennbare Ursache, aber auch eine erworbene Myasthenia gravis, ein systemischer Lupus erythematodes, eine Hiatushernie, eine Bleivergiftung, eine Speiseröhrenentzündung, eine Schilddrüsenunterfunktion, ein Thymom oder eine Nebennierenrindenunterfunktion können einen Megaösophagus verursachen.

## Klinik

### Signalement
Welpen mit primärem angeborenem Megaösophagus werden meist im Alter von einigen Wochen bis einigen Monaten vorgestellt, teilweise aufgrund von anhaltendem Regurgitieren (vom Besitzer häufig als Erbrechen gedeutet) und Gewichtsverlust, teilweise auch aufgrund einer akuten Aspirationspneumonie. Überdurchschnittlich häufig von angeborenem Megaösophagus betroffene Rassen sind Shar-Pei, Foxterrier, Deutscher Schäferhund, Deutsche Dogge, Irish Setter, Labrador Retriever, Zwergschnauzer, Neufundländer sowie Siamkatzen.
Welpen mit persistierendem rechtem Aortenbogen entwickeln die Symptome bei der Umstellung von Milch auf feste Nahrung, die an der Engstelle stecken bleibt und die Speiseröhre mechanisch ausweitet. Überdurchschnittlich häufig von dieser Problematik betroffene Rassen sind Boston Terrier, Deutscher Schäferhund und Irish Setter.
Erworbener Megaösophagus kann in jedem Alter entweder als idiopathische Störung oder sekundär zu anderen Erkrankungen auftreten. Es existieren keine Prädispositionen nach Alter oder Rasse.

### Symptome
Leitsymptom eines Megaösophagus ist die Regurgitation von Nahrung aus der Speiseröhre. Sie muss vom Erbrechen abgegrenzt werden, bei dem Nahrung aus dem Magen wieder ausgestoßen wird. Dies geschieht normalerweise während der Anamnese, während der der Besitzer nach Zeichen von Erbrechen (Anzeichen von Übelkeit, Aufstoßen, Bauchpresse) gefragt wird. Die Regurgitation muss nicht unmittelbar nach der Nahrungsaufnahme erfolgen, sondern kann auch zeitlich verzögert auftreten.
Chronischer Megaösophagus führt zu Gewichtsverlust und Abmagerung. Als Komplikation kann es häufig auch zu einer Aspirationspneumonie kommen, wenn regurgitierte Nahrung in die Luftröhre gelangt und aspiriert wird.

### Diagnose
Der Verdacht auf Megaösophagus ergibt sich aus der Anamnese und dem klinischen Bild. Wird Druck auf den Bauch ausgeübt, kann sich die Speiseröhre im Hals sichtbar aufblähen. Eine Röntgenaufnahme des Brustkorbs zeigt eine geweitete, mit Luft und/oder Futter gefüllte Speiseröhre. Bei angeborenem oder erworbenem Megaösophagus ist die Weitung meist gleichmäßig; bei Megaösophagus als Folge eines persistierenden rechten Aortenbogens oder einer anderen Striktur ist die Speiseröhre nur vor der Engstelle aufgeweitet.

### Therapie und Prognose
Eine kausale Behandlung ist beim persistierenden rechten Aortenbogen sowie beim sekundären erworbenen Megaösophagus möglich: Im ersten Fall wird die mechanische Einengung der Speiseröhre durch eine chirurgische Durchtrennung des Ligamentum arteriosum behoben, im zweiten die Grunderkrankung (z. B. die Myasthenia gravis) behandelt. Bei einer erfolgreichen Behandlung einer Grunderkrankung ist die Prognose gut. Erfolgt ein chirurgischer Eingriff bei persistierendem rechtem Aortenbogen rechtzeitig, kann sich der Megaösophagus zurückbilden. Erfolgt der Eingriff zu spät, kann die Aufweitung trotz Beheben der Engstelle erhalten bleiben.
Ein angeborener Megaösophagus bildet sich gelegentlich vor dem Alter von 6 Monaten spontan zurück. Eine medikamentöse oder chirurgische Behandlung ist nicht möglich. Durch Ausprobieren kann der Besitzer diejenige Futterkonsistenz finden, die der betroffene Hund am besten verträgt. Die Fütterung sollte von erhöhter Stelle erfolgen und der Hund nach der Fütterung für 10–15 Minuten in derselben Position gehalten werden, damit die Schwerkraft die Futterpassage in den Magen unterstützen kann.  Häufige kleine Mahlzeiten scheinen dabei am besten geeignet zu sein. Helfen kann auch ein sogenannter Bailey Chair, ein Stuhl in dem Hunde aufrecht sitzend fressen können.
Die meisten Tiere mit einem angeborenen Megaösophagus, der sich nicht spontan zurückbildet, sterben schließlich an einer akuten Aspirationspneumonie oder an einer Lungenfibrose infolge von häufigen Aspirationspneumonien.

## Genetik und Zuchthygiene
Der angeborene Megaösophagus ist erblich, wobei die Erbgänge sich je nach Rasse unterscheiden können. Beim Foxterrier ist der angeborene Megaösophagus als autosomal rezessiv beschrieben, beim Zwergschnauzer als autosomal rezessiv mit 60 % Penetranz. Er kann auch als Teil einer angeborenen diffusen Erkrankung des Nervensystems auftreten, zum Beispiel beim Dalmatiner. Betroffene Tiere und ihre Eltern sind von der Zucht auszuschließen.
Der persistierende rechte Aortenbogen ist eine Hemmungsmissbildung der Kiemenbogenarterien, an der sowohl genetische Faktoren als auch Umwelteinflüsse beteiligt sind. Der Erbgang ist polygen. Betroffene Tiere sollten von der Zucht ausgeschlossen werden; eine Zuchtwertschätzung wäre wünschenswert.
Der erworbene Megaösophagus ist normalerweise nicht direkt erblich bedingt. Rassen mit einem erhöhten Risiko für Hypothyreose (Unterfunktion der Schilddrüse) und Addison-Syndrom haben allerdings durch diese Krankheiten bedingt ebenfalls ein erhöhtes Risiko für erworbenen Megaösophagus.